# Cercié
Cercié är en kommun i departementet Rhône i regionen Auvergne-Rhône-Alpes i östra Frankrike. Kommunen ligger i kantonen Belleville som tillhör arrondissementet Villefranche-sur-Saône. År 2022 hade Cercié 1 135 invånare.

## Befolkningsutveckling
Antalet invånare i kommunen Cercié
| Referens: INSEE |